# Townsend-lavina
A Townsend-lavina vagy más néven Townsend-kisülés egy gázionizáló folyamat, ahol kisszámú szabad elektron elegendően nagy elektromos tér hatására lavinaszerű növekedésbe kezd, az elektromos vezetés megnő. Amikor az elektromos térerősség vagy a szabad elektronok száma csökken, ez a hatás megszűnik.
Ezt a folyamatot alacsony áramsűrűség jellemzi. Általában a gázzal töltött csövekben az áram értéke 10−18A - 10−5A között van, miközben az alkalmazott feszültség értéke közel állandó.
Az ionizáció következő lépései a sötét kisülés, az elektromos gázkisülés és végül az ívkisülés, melyet a növekvő áramsűrűség okoz. Mindegyik kisülésfajtában az alapvető mechanizmus a lavinahatás.
A Townsend-kisülést John Sealy Townsend angol fizikusról nevezték el, és többnyire „Townsend-lavina” a jelenség elnevezése.

## A jelenség leírása
A jelenséget bemutató kísérlet alapfelépítése egy kondenzátor, melynek sík lapjai között gáz van, és fegyverzeteire magas feszültséget kapcsolnak. A kisebb feszültségű fegyverzet neve katód, míg a másik az anód.
Townsend azt tapasztalta, hogy a kondenzátoron folyó I áram a fegyverzetekre adott elektromos térerősségtől úgy függ, hogy azt a gázionok megsokszorozzák.
Azt tapasztalta, hogy miközben a feszültség állandó, az áram több nagyságrenddel is megnőhet.
A kísérleti tapasztalat képletben kifejezve:
{\displaystyle {\frac {I}{I_{0}}}=e^{\alpha _{n}d},\,}
ahol
- {\displaystyle I} az átfolyó áram,
- {\displaystyle I_{0}} a katód felületén generált fotoelektromos áram
- {\displaystyle e} egy konstans, az Euler-féle szám
- {\displaystyle \alpha _{n}} az első Townsend ionizációs együttható, mely kifejezi az egységnyi hosszon keletkező ion párok számát, melyek a katódtól az anód felé haladnak
- {\displaystyle d} a fegyverzetek közti távolság.

A fegyverzetek közötti közel állandó feszültség egyenlő a letörési feszültséggel, mely szükséges az önfenntartó lavinahatáshoz; ez akkor kezd csökkenni, amikor az áram eléri az elektromos gázkisülési tartományt.
Az ezt követő kísérlet kimutatta, hogy az I áram gyorsabban nő, mint azt jósolták, ha d távolság nő. Két különböző hatást kellett figyelembe venni, hogy a jelenség fizikáját meg lehessen magyarázni és lehetővé váljon egy mennyiségi számítás.

## Pozitív ionok gázionizációja
Townsend hipotézise az volt, hogy a pozitív ionok ionpárokat is produkálnak.
Bevezetett egy {\displaystyle \alpha _{p}} együtthatót, ez az egységnyi hosszon generált ionpárok száma, melyek (a kationok) az anódtól a katódig mozognak.
A következő kifejezést találta:
{\displaystyle {\frac {I}{I_{0}}}={\frac {(\alpha _{n}-\alpha _{p})e^{(\alpha _{n}-\alpha _{p})d}}{\alpha _{n}-\alpha _{p}e^{(\alpha _{n}-\alpha _{p})d}}}\qquad \Longrightarrow \qquad {\frac {I}{I_{0}}}\cong {\frac {e^{\alpha _{n}d}}{1-{\alpha _{p}/\alpha _{n}}e^{\alpha _{n}d}}}}
mivel {\displaystyle \alpha _{p}<<\alpha _{n}}, jó egyezésben van a kísérletekkel.
„Az első Townsend-együttható” (α), más néven az „első Townsend-lavina-együttható” kifejezi, hogy a másodlagos ionizáció azért történik, mert az elsődleges ionizáció elektronjai elegendő energiára tesznek szert a növekvő elektromos térből vagy az eredeti ionizáló részecskékből.
Az együttható megadja a másodlagos elektronok számát, melyet az elsődleges elektronok generáltak egységnyi hosszon.

## Ionok hatása a katódemisszióra
Egy alternatív hipotézist is felállítottak.
Ez a katód elektronemisszióját tekintette, melyet a pozitív ionok okoznak; Townsend bevezette a „második Townsend-ionizációs együttható”-t, {\displaystyle \epsilon _{i}}, mely az egy felületre beeső pozitív ion által kibocsátott elektronok átlagos száma:
{\displaystyle {\frac {I}{I_{0}}}={\frac {e^{\alpha _{n}d}}{1-{\epsilon _{i}}\left(e^{\alpha _{n}d}-1\right)}}.}
A két egyenletről azt gondolta, hogy leírja a folyamat korlátozó tényezőit.
Az irodalomban más leírások is találhatók

## A lavina
A Townsend-lavina egy kaszkád típusú reakció, melyben az elegendő nagy elektromos térben mozgó elektronok játsszák a főszerepet. A reakció olyan térben zajlik, melyet ionizálni lehet, mint például a levegő.
A pozitív ion a katód felé mozog, a szabad elektron pedig az anód felé. Az elektromos térben felgyorsul, és elegendő energiához jut ahhoz, hogy felszabadítson újabb elektronokat egy másik atommal vagy molekulával történő ütközéskor. A két szabad elektron megtesz egy bizonyos utat együtt, mielőtt egy újabb ütközés történik. Az anód felé mozgó elektronok száma megsokszorozódik egy kettes faktorral, így n ütközés után 2n szabad elektron lesz.

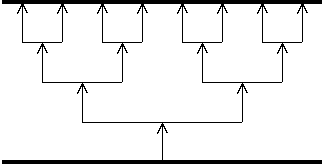
Townsend-lavinahatás

A lavinahatás egy bizonyos gáznyomáson és elektromos térerősségen fennmarad. Magasabb nyomásokon a kisülés sokkal gyorsabban történik, mint az elektronok mozgására kiszámolt idő, és ekkor az úgynevezett streamer-elmélet érvényes a szikrakisülésre. Nagy mértékben inhomogén elektromos terek esetén a koronakisülés folyamata érvényes.
Vákuumban a kisüléshez az atomok porlasztása és az atomok ionizációja szükséges.

## Felhasználás
Gázzal töltött fotócsövekben a Townsend-lavinahatás működik. Az elérhető áram 10~20–szor nagyobb, mint vákuumcsövekben.
Bármely gázzal töltött elektroncsőben a Townsend-kisülés és a gázkisülés letörési feszültsége alakítja ki a {\displaystyle V_{A}-I_{A}} karakterisztikát.
Ezt a jelenséget használják oszcillátorok hullámformájának tervezésekor is és az úgynevezett relaxációs oszcillátornál is, melynek fűrészfog-hullámalakja van.
Az oszcillátor frekvenciája:
{\displaystyle f\cong {\frac {1}{R_{1}C_{1}\ln {\frac {V_{1}-V_{\text{GLOW}}}{V_{1}-V_{\text{TWN}}}}}},}
ahol
- {\displaystyle V_{\text{GLOW}}} a letörési feszültség,
- {\displaystyle V_{\text{TWN}}} a Townsend-kisülés letörési feszültsége,
- {\displaystyle C_{1}}, {\displaystyle R_{1}} és {\displaystyle V_{1}} a kapacitás, ellenállás és a tápfeszültség

Mivel a gázdiódák, neonlámpák hőmérsékleti és időstabilitása alacsony, valamint a letörési feszültség szórása magas, a fenti képlet csupán közelítő képet ad az oszcillátor frekvenciájáról.
Townsend-lavinahatás működik a Geiger–Müller-csőben és a proporcionális számlálóban is, ahol az ionizáló sugárzást mérik.